# 第23钢琴奏鸣曲 (贝多芬)

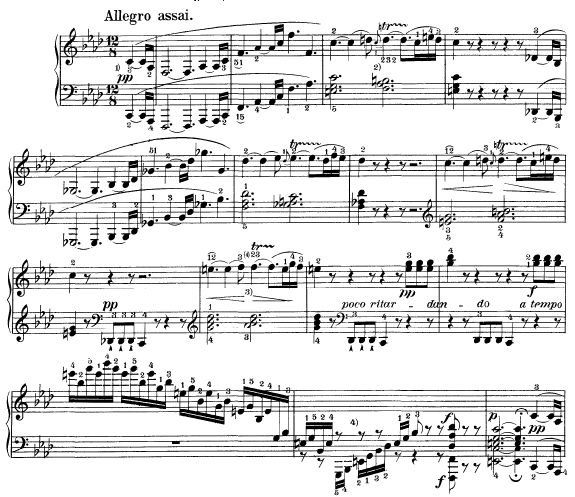
第一樂章開首

《f小調第23号鋼琴奏鳴曲》，作品57，是路德维希·范·贝多芬約於1804年至1806年創作的钢琴奏鸣曲，于1807年2月在维也纳出版，献给弗朗茨·冯·布伦斯威克伯爵（Count Franz von Brunswick，1777-1849）。被視為贝多芬情感最為強烈的鋼琴奏鳴曲。此曲亦被人暱稱為“熱情奏鳴曲”（Appassionata），源自於一名出版者的鋼琴四手改編版本。

## 結構
此曲共有三個樂章，演奏需時約25分鐘。
1. 很快的快板（Allegro assai）
2. 流动的行板（Andante con moto）
3. 不太快的快板－急板（Allegro ma non troppo – Presto）

### 第一樂章
此樂章為甚快板（Allegro assai），12/8拍，採用了奏鳴曲式，具有強烈的音色和聲量變化。首先樂章以平靜的八度樂句開始，緊接着的是高一個半音的重複。第二主題引用了英國民歌「On the Banks of Allan Water」的樂句，並被修改以符合樂章節拍。此樂章亦有頗長的尾聲，當中有半即興式的分解和弦，使用了當時鋼琴的大部分音域。由於此曲為F小調，貝多芬亦經常使用當時最低的F音，具有一種深沉的效果。

### 第二樂章
此樂章為降D大調的變奏曲，2/4拍，有動態的行板（Andante con moto），具有簡單的旋律和厚重的調聲，低音部亦有不尋常的副旋律。第一變奏與主題相似，左手彈着弱拍音；第二變奏將主題以十六分音符重塑；其後為一雙變奏，左右手交替彈奏急速的三十二分音符，第四變奏則重現了主題的樣子。最後以兩個一靜一響的減七和弦過渡到第三樂章。

### 第三樂章
此樂章為F小調，2/4拍，不太急速（Allegro ma non troppo），為奏鳴曲式，但不尋常的是只有第二部分需要重複。它與第一樂章有不少相似之處，如經常運用拿坡里六和弦、記於譜上的華彩樂段等。第二部分後為急板的尾聲，完結時調性保持F小調，Donald Tovey指這是少數悲傷地完結的奏鳴曲（其餘為C小調鋼琴三重奏、月光奏鳴曲、第7小提琴奏鳴曲、第14弦樂四重奏）。

## 外部連結
- 贝多芬《第23号钢琴奏鸣曲》：国际乐谱典藏计划上的乐谱
- 来自乌托邦计划（英语：Mutopia Project）的多种格式乐谱 （页面存档备份，存于）
- 希夫·安德拉斯关于贝多芬《第23号钢琴奏鸣曲》的一次讲座 （页面存档备份，存于）
- 该曲的创作历史及对音乐内容的讨论（英文）
- All About Ludwig van Beethoven网站上对该曲的分析（英文）
- BBC Radio 3上的进一步分析 （页面存档备份，存于）（英文）
- Hewitt, Angela.  (PDF) (CD). Hyperion Records. 2006  [2021-02-28]. CDA67518. （原始内容存档 (PDF)于2019-09-30）.
- Jonathan Biss的录音，来自伊莎贝拉嘉纳艺术博物馆
- 英語维基语录上的相关摘錄：贝多芬《第23号钢琴奏鸣曲》